# Калокагатія

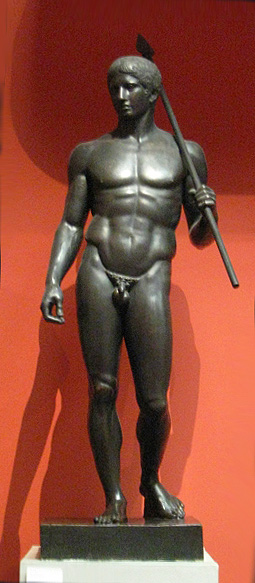
Дорифор, копія скульптури Поліклета із Аргоса, — втілення класичного канону фізичної краси

Калокагатія (дав.-гр. καλοκαγαθία, від дав.-гр. καλὸς καὶ ἀγαθός) — поняття давньогрецької естетики, що виражає ідеальне єднання фізичної краси та духовної досконалості — як ідеал виховання людини.

## Значення
Одне з перших свідчень про калокагатію міститься у діалогах давньогрецького філософа Платона «Тімей» і «Критій». Платон згадує калокагатію як про норму виховання, що існувала за часів Атлантиди. У діалозі «Критій» Платон писав:
| Такими вони були, і таким чином вони справедливо управляли своєю країною і Елладою, по всій Європі і Азії не було людей більше знаменитих і прославлених за красою тіла і за багатогранною чеснотою душі.[2] |
Калокагатія — сукупність достоїнств, загальних, прийнятих чеснот, що роблять їхнього носія — грека-чоловіка — визнаним членом суспільства (спочатку гетерії — співдружності, потім поліса — міста-держави), шанованим, гідним слави й визнання та, відповідно, — носієм суспільного блага, добра, а тому і втіленням прекрасного. Спочатку слова (у множині) позначали військову доблесть, чесноти, які, як можна бачити в «Одіссеї» Гомера, мають лише най достойніші — «аристо», тобто аристократи, що протиставлялися юрбі, масі. Пізніше калокагатія сприймається як ідеал цивільних позитивних якостей, що відповідають інтересам, специфіці й історичній еволюції грецького поліса, зокрема переходу від військових (аристократичних) чеснот — мужності, сміливості, відваги — до «мирних» (полісних) — справедливості, розуму, розважливості. Ідеал полісного виховання поєднує військові та цивільні чесноти. Античний ідеал громадянина-воїна зумовив виникнення уявлення про гармонійний розвиток особистості, злиття тілесного розвитку й моральної досконалості.
Для греків краса і моральність не розривалися, моральне не відокремлювалося від прекрасного. Усе корисне, потрібне, а також нечасте або недоступне всім було прекрасним. Інакше кажучи, «усе гарне буде прекрасним, а прекрасне — гарним» (Сапфо). Греки цінували й розуміли красу як природне вираження порядку речей, природну доцільність. Людина від природи наділена здатністю відрізняти прекрасне від потворного й бачити добре (яке завжди прекрасне) і зле (яке завжди потворне). Добро як повнота життя, як природна досконалість завжди захоплює, зачаровує людину, пояснює їй, заради чого вона живе. Наприклад, краса Єлени змушує старців говорити про неї як про жінку, заради якої варто вести війну.
Однак краса й прикрашання не завжди означали добро. Прекрасні солодкоголосі сирени захоплюють усіх, хто пропливає повз них, прирікаючи на загибель.
Античність не знає добра, блага, одягненого в скромний одяг самокатування й неповноцінності. Життя, повне сил і достатку, — це і є добро й благо. Зачарування, гармонія космосу — це і є краса. Космос — порядок речей, який спостерігається людиною і містить прекрасне, тобто це і є прекрасне улаштування. Людина, дивуючись і захоплюючись, сама живе відповідно до міри та краси, які пов'язані із космосом. Звідси грецькі уявлення про споглядання, про пайдею, про найкращих чоловіків. З переходом пріоритету від військових чеснот до мирних стверджується думка про духовну красу (і її відмінності від фізичної). Її розвивав, зокрема, Сократ. Але краса речей і самої душі пов'язується, як і раніше, з природою, природною доцільністю, а не з духовним абсолютом, якого античність не знає. Сам Сократ говорив про прекрасне те ж, що й про добро. Це свідчить, що калокагатія залишається для греків ідеалом у досягненні природної досконалості.